# Die Ermittlung (Star Trek: Deep Space Nine)
Die Ermittlung (Originaltitel: Necessary Evil) ist die achte Folge der zweiten Staffel der US-amerikanischen Science-Fiction-Fernsehserie Star Trek: Deep Space Nine. Sie wurde in den Vereinigten Staaten über Syndication vermarktet und erstmals am 14. November 1993 auf verschiedenen Fernsehsendern ausgestrahlt. In Deutschland war sie zum ersten Mal am 7. September 1994 in einer synchronisierten Fassung auf Sat.1 zu sehen.

## Handlung
Im Jahr 2370 bei Sternzeit 47282.5 trifft sich der Ferengi Quark, Besitzer einer Bar auf der Raumstation Deep Space Nine, mit der Bajoranerin Vaatrik Pallra. Sie möchte, dass er ihr ein Kästchen besorgt, dass sich noch im früheren Geschäft ihres verstorbenen Ehemanns auf Deep Space Nine befindet. Mit der Hilfe seines Bruders Rom bricht Quark in das ehemalige Geschäft ein, das inzwischen als Lagerraum verwendet wird, und entfernt die Wandverkleidung, hinter der das gesuchte Kästchen versteckt ist. Nun ist Quark neugierig und möchte wissen, was für Vaatrik Pallra so wichtig ist. Er öffnet das Kästchen und findet darin eine Liste mit Namen. Als er Rom fortschickt, um einen Kopierer zu holen, damit er ein Duplikat anfertigen kann, tritt plötzlich ein Komplize von Vaatrik Pallra auf ihn zu. Er schießt auf Quark und nimmt das Kästchen mit der Liste an sich.
Als Rom zurückkehrt, holt er sofort Hilfe und der bewusstlose Quark wird auf die Krankenstation gebracht. Sicherheitschef Odo nimmt die Ermittlungen auf und verdächtigt zunächst Rom, denn durch Quarks Tod könnte er dessen Bar übernehmen. Rom ist jetzt schnell bereit, die ganze Wahrheit zu gestehen, und berichtet von dem Einbruch in dem Lagerraum. Dies weckt ein besonderes Interesse in Odo, denn er sieht eine Verbindung zu seinem allerersten Fall, in dem er vor fünf Jahren ermittelte und den er damals nicht lösen konnte.
Zu dieser Zeit wurde Deep Space Nine noch von den Cardassianern betrieben, die den benachbarten Planeten Bajor okkupiert hatten. Der Lagerraum war damals ein Chemikalien-Geschäft und der Inhaber Vaatrik war ermordet worden. Der Stationsleiter und Präfekt von Bajor Gul Dukat wollte, dass Odo den Fall untersucht, da er Vertrauen in seine Fähigkeiten hatte und ihn als einen neutralen Beobachter sah. Von Dukat selbst wäre nach cardassianischer Gepflogenheit erwartet worden, einfach wahllos zehn Bajoraner exekutieren zu lassen, doch er war weniger an Abschreckung, sondern an tatsächlicher Aufklärung interessiert. Damit nicht noch mehr Bajoraner sterben mussten, hatte Odo Dukats Angebot schließlich angenommen. Er befragte zunächst die Witwe des Ermordeten, Vaatrik Pallra. Ihm fiel auf, dass sie nicht geweint hatte, seit sie vom Tod ihres Mannes erfahren hatte. Sie erklärte das mit einem Schock und verwies zudem auf eine Frau, von der sie glaubte, dass ihr Mann mit ihr eine Affäre hatte, und die sie für seine Mörderin hielt. Diese erst kurz zuvor auf der Station eingetroffene Frau war Kira Nerys, die jetzige erste Offizierin von Deep Space Nine. Als er Kira befragte, behauptete sie, zur Tatzeit in Quarks Bars gewesen zu sein, um bei ihm Arbeit zu finden. Als er diese Angabe überprüfte, erzählte Quark ihm allerdings eine unglaubwürdige Geschichte und musste schließlich zugeben, dass Kira ihn bezahlt hatte, um ihr ein falsches Alibi zu verschaffen.
In der Gegenwart versucht Odo, weitere Informationen von Rom zu bekommen. Rom versucht, sich an die Namen auf der Liste zu erinnern, doch er konnte nur einen kurzen Blick darauf werfen und ihm fällt nur noch der Name „Ches’so“ ein. Während Kira diesen Namen recherchiert, stattet Odo Vaatrik Pallra auf Bajor einen Besuch ab. Sie bestreitet, irgendetwas von einer Liste zu wissen oder einen „Ches’so“ zu kennen. Odo fällt auf, dass ihr Haus hell erleuchtet ist, obwohl er herausgefunden hat, dass ihr kürzlich der Strom abgestellt wurde, weil sie die Rechnung nicht bezahlen konnte. Sie meint, sie habe eine Zuwendung von jemandem erhalten, dessen Identität sie aber nicht verraten könne. Nach seiner Rückkehr zur Station erfährt Odo von Kira, dass „Ches’so“ eigentlich Ches’sarro Seeto heißt. Er war während der Besatzungszeit Bergbauingenieur und reiste regelmäßig nach Deep Space Nine. Letzte Nacht wurde er allerdings auf Bajor tot aufgefunden. Odo vermutet, dass Vaatrik Pallra ihn sofort ermorden ließ, nachdem er seinen Namen ihr gegenüber erwähnte. Auf der Krankenstation lässt er Quark bewachen, denn er hatte Vaatrik Pallra ebenfalls verraten, dass Quark noch lebt. Odo überprüft Vaatrik Pallras Bankdaten und ihre Kommunikationsaufzeichnungen. Dabei findet er heraus, dass ihr acht Personen, mit denen sie vorher nie Kontakt hatte, große Geldsummen überwiesen haben. Er kommt zu dem Schluss, dass sie während der Besatzungszeit mit den Cardassianern kollaboriert haben und so zu Reichtum gelangt sind. Durch die Liste wusste Vaatrik Pallra von ihren Machenschaften und konnte sie erpressen. Odo fehlen aber noch handfeste Beweise, um sie zu überführen.
Odo erinnert sich erneut an die Vergangenheit: Nach seinem Besuch bei Quark befragte er Kira ein zweites Mal. Sie gab zu, ihn belogen zu haben, bestritt aber weiter, Vaatrik getötet zu haben. Sie offenbarte, dass sie in Wirklichkeit für den bajoranischen Widerstand arbeitete und den Auftrag hatte, die Erzverarbeitung auf der Station zu sabotieren. Die notwendigen Reparaturen hätten den bajoranischen Arbeitern etwas dringend benötigte Ruhe verschafft. Kurz nach diesem Geständnis betrat Dukat Odos Büro. Odo wollte nicht, dass sie für die Sabotage exekutiert wird, und erzählte Dukat nichts davon. Nach seiner Versicherung, sie habe nichts mit dem Tod von Vaatrik zu tun, konnte sie gehen.
Vaatrik Pallras Komplize ist inzwischen auf der Station eingetroffen. Auf der Krankenstation kann er den Wachmann überlisten und erstechen. Nun will er Quark mit einem Kissen ersticken, doch Rom betritt den Raum und schreit laut um Hilfe. Der Attentäter wird festgenommen und Quark erwacht kurz darauf aus seiner Bewusstlosigkeit. Rom bedauert ein wenig, seinem Bruder geholfen zu haben, denn jetzt wird er dessen Bar nicht bekommen.
Vaatrik Pallra wird auf die Station gebracht und muss sich Odos Fragen stellen. Sie bestreitet, den Attentäter zu kennen. Nach den kürzlichen Überweisungen gefragt, verweigert sie eine Antwort und verlangt einen Anwalt. Odo lässt sie vorläufig in eine Zelle sperren. Sie beteuert, was auch immer Odo über sie herausfinden werde, den Mord an ihrem Mann werde er ihr nicht nachweisen können, denn an dem sei sie unschuldig. Odo ist das längst klar, denn er hat inzwischen einen ganz anderen Verdacht: Der ermordete Vaatrik war selbst ein Kollaborateur gewesen, denn nur so hatte er von den anderen erfahren können. Dukat hatte Odo als Ermittler gewählt, denn hätte er sich selbst darum gekümmert, hätte die Gefahr bestanden, dass die anderen Kollaborateure enttarnt werden. Durch die Kollaboration mit den Cardassianern hatte Vaatrik ein sehr komfortables Leben geführt; seine Frau hatte daher keinen Grund, ihn zu ermorden. Einen guten Grund hatte hingegen der bajoranische Widerstand, weshalb Odo nun nach fünf Jahren erneut Kira verdächtigt. Sein Misstrauen wurde geweckt, als sie überraschend schnell Ches’sarro Seeto identifizierte, so als ob ihre Kontakte auf Bajor den Namen schon parat gehabt hätten. Kira muss schließlich zugeben, dass es vor fünf Jahren zwei Aufträge gab. Für die Sabotage der Erzverarbeitung war ein Mitstreiter verantwortlich, sie selbst war auf Vaatrik angesetzt, doch sie sollte ihn nicht ermorden, sondern nach seiner Liste suchen. Erst als er sie in seinem Laden überraschte, hatte sie keine andere Wahl, als ihn zu töten. Auch nach dem Ende der Besatzungszeit hatte sich Kira nicht getraut, Odo die Wahrheit zu gestehen, aus Sorge, dass die Freundschaft, die sie mittlerweile verbindet, darunter leiden könnte. Odo lässt offen, ob er Kira nach dieser Erkenntnis noch weiter so vertrauen wird wie bisher.

## Verbindungen zu anderen Star-Trek-Produktionen
Quarks Ausflug in den Gamma-Quadranten aus der vorangegangenen Folge Profit oder Partner! wird hier kurz erwähnt.
Einige Elemente aus dieser Folge wurden in späteren Star-Trek-Produktionen wieder aufgegriffen:
- In Die Ermittlung wird erstmals ersichtlich, dass Rom keineswegs so dumm ist, wie es bisher den Anschein hatte, sondern über erstaunliche technische Fähigkeiten verfügt. Diese stellt er im weiteren Verlauf der Serie immer öfter unter Beweis und in Folge 4.16 (Der Streik) ergreift er schließlich einen neuen Beruf und wird Techniker.
- In Folge 5.08 (Die Schuld) von Star Trek: Deep Space Nine wird Odo erneut von einem alten Kriminalfall aus der cardassianischen Besatzungszeit eingeholt, bei dem er damals ermittelt hatte.

## Produktion

### Drehbuch und Regie
Die Folge ist im Stil einer klassischen Detektivgeschichte der 1940er Jahre inszeniert.
Im Gespräch mit Vaatrik Pallra lässt Odo einige Sätze fallen, die typisch für die Krimiserie Columbo sind. Drehbuchautor Peter Allan Fields hatte vor seiner Arbeit für Star Trek an mehreren Folgen von Columbo mitgewirkt.

### Darsteller
Die Hauptfiguren Jake Sisko (Cirroc Lofton) und Miles O’Brien (Colm Meaney) haben in dieser Folge keinen Auftritt.
Katherine Moffat, Darstellerin von Vaatrik Pallra, hatte zuvor bereits Etana in Folge 5.06 (Gefährliche Spielsucht) von Raumschiff Enterprise – Das nächste Jahrhundert gespielt.
Kevin Brophy erhielt für seine Darstellung des bajoranischen Deputys keine Nennung in den Credits der Folge, obwohl es sich um eine Sprechrolle handelte.

## Rezeption
Terry J. Erdmann und Paula M. Block listen Die Ermittlung in ihrem 2008 erschienenen Referenzwerk Star Trek 101 als eine der zehn wichtigsten Folgen der Serie Star Trek: Deep Space Nine auf.
Keith DeCandido bewertete Die Ermittlung 2013 auf tor.com als eine der besten Folgen von Star Trek: Deep Space Nine. Er fand, dass sie einen gelungenen Rückblick in die cardassianische Vergangenheit der Station Deep Space Nine und auf das erste Zusammentreffen von Odo, Kira und Quark liefert. Zudem empfand DeCandido, dass unter allen bislang ausgestrahlten Folgen in Die Ermittlung der Charakter von Gul Dukat am besten definiert wird. Weiterhin lobte er die Schauspielleistung von René Auberjonois, Nana Visitor und Max Grodénchik.
Scott Collura und Jesse Schedeen führten Die Ermittlung 2013 auf ign.com in einer Liste der 25 besten bis dahin ausgestrahlten Star-Trek-Folgen auf Platz 20.
Charlie Jane Anders führte Die Ermittlung 2014 auf gizmodo.com in einer Liste der 100 besten bis dahin ausgestrahlten Star-Trek-Folgen auf Platz 51.
Aaron Couch und Graeme McMillan	erstellten 2016 anlässlich des 50-jährigen Jubiläums von Star Trek in Zusammenarbeit mit verschiedenen Beteiligten aus dem Franchise für den Hollywood Reporter eine Liste der 100 besten bis dahin ausgestrahlten Folgen. Die Ermittlung wurde hierbei auf Platz 69 gewählt.
Aaron Couch und Graeme McMillan erstellten 2016 für den Hollywood Reporter eine Liste der 20 besten Folgen von Star Trek: Deep Space Nine. Die Ermittlung führten sie dabei auf Platz 19.
Edward Cambro erstellte 2017 für die Website screenrant.com eine Liste der 15 düstersten Star-Trek-Folgen und führte Die Ermittlung darin auf Platz 11.